# Festival de Cinema do Paraná
O Festival de Cinema do Paraná, também chamado de Festival do Paraná de Cinema Brasileiro e Latino, foi um festival de audiovisual sediado em Curitiba, capital do Estado do Paraná, que contou com quatro edições (e uma quinta incompleta) em que ofereceu as maiores premiações em dinheiro entre os festivais do Brasil para as categorias concorrentes de longa e média-metragens. 

## História
O Festival de Cinema do Paraná foi criado pela atriz Ittala Nandi, dentro do projeto de criação de um Polo Cinematográfico do Paraná, que contou também com a fundação da Escola Sul-Americana de Cinema e TV do Paraná e do Instituto Sul-Americano de Audiovisual.
A primeira edição do evento foi no então Centro de Convenções de Curitiba, em 2006, e os demais no Auditório Poty Lazzarotto do Museu Oscar Niemeyer, em Curitiba. A partir da segunda edição passou a contar com a direção de produção de Gehad Hajar.

## Prêmios
O  Festival de Cinema do Paraná homenageava os filmes ganhadores de longa e média-metragems com o Troféu do Prêmio Araucária de Ouro cujas premiações de melhor diretor de longa-metragem era de 110.000,00 mil reais - maior premiação paga em festivais de cinema do Brasil, o quê equivaleria em 2021 a 260.500,00 mil reais em valores corrigidos.
Também foi realizado o Prêmio Dina Sfat e ao Prêmio Valêncio Xavier, uma homenagem dada a personalidades que se destacaram no meio cultural nacional brasileiro.

### Prêmio Dina Sfat
O Prêmio Dina Sfat foi uma premiação criada em 2009 em homenagem à atriz Dina Sfat (1938-1989), para homenagear mulheres relevantes ao cinema, distribuída durante o Festival de Cinema do Paraná. A Primeira tentativa de criar um prêmio que homenageasse Dina Sfat partiu do então ministro da cultura, Francisco Weffort, dentro do Prêmio Grande Otelo em 1999, que acabou por não se concretizar.
A atriz Ittala Nandi, grande amiga de Dina Sfat e diretora-geral do Festival de Cinema do Paraná propôs a criação desta honraria para atrizes que tenham o mesmo perfil [de Dina Sfat]: grandes intérpretes, mães dedicadas, mulheres engajadas politicamente. A única outorga deste prêmio foi em favor da atriz Letícia Sabatella, em cerimônia no auditório do Museu Oscar Niemeyer com a presença de Fernanda Montenegro.